# Hellas-Jahrbuch
Hellas-Jahrbuch war laut Untertitel das „Organ der Deutsch-Griechischen Gesellschaft und der Griechisch-Deutschen Vereinigungen in Athen und Thessaloniki“. Das ab Ende der Weimarer Republik von 1929 bis 1943 herausgegebene Jahrbuch – dessen Titel parallel auch in griechischer Schrift aufgedruckt war – erschien anfangs im Hamburger Verlag Friederichsen, de Gruyter und später bei Gerstung & Lehmann in Göttingen.
Vorgänger des Periodikums war die Zeitschrift Hellas. Organ der Deutsch-Griechischen Gesellschaft = Ellas.